# Grammomys cometes
Grammomys cometes é uma espécie de roedor da família Muridae.
Pode ser encontrada nos seguintes países: Moçambique, África do Sul e Zimbabwe.
Os seus habitats naturais são: florestas secas tropicais ou subtropicais .